# Tritomaria polita
Tritomaria polita là một loài Rêu trong họ Jungermanniaceae. Loài này được (Nees) Jörg. mô tả khoa học đầu tiên năm 1921.